# Tolhuissluis (Uithoorn)

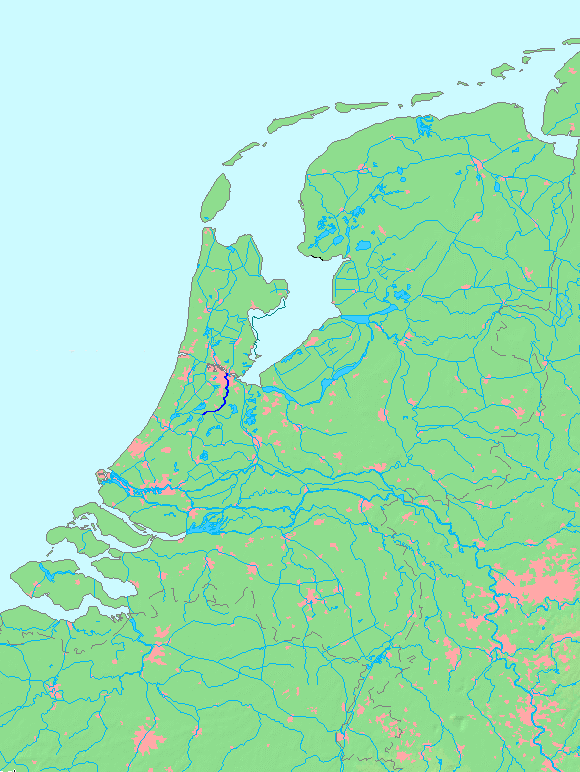
De Amstel en het Amstel-Drechtkanaal

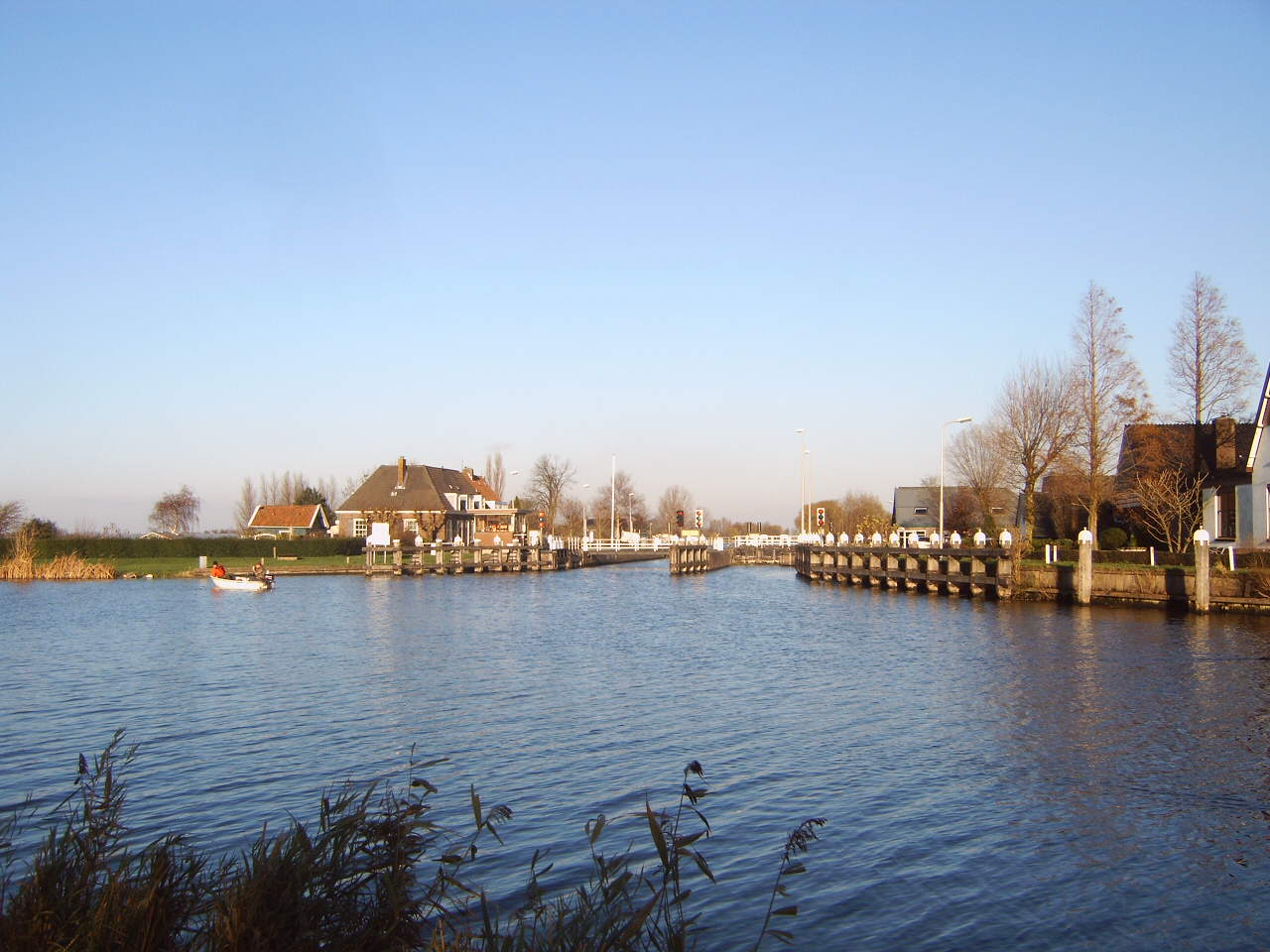
Tolhuissluis gezien vanuit het zuiden.

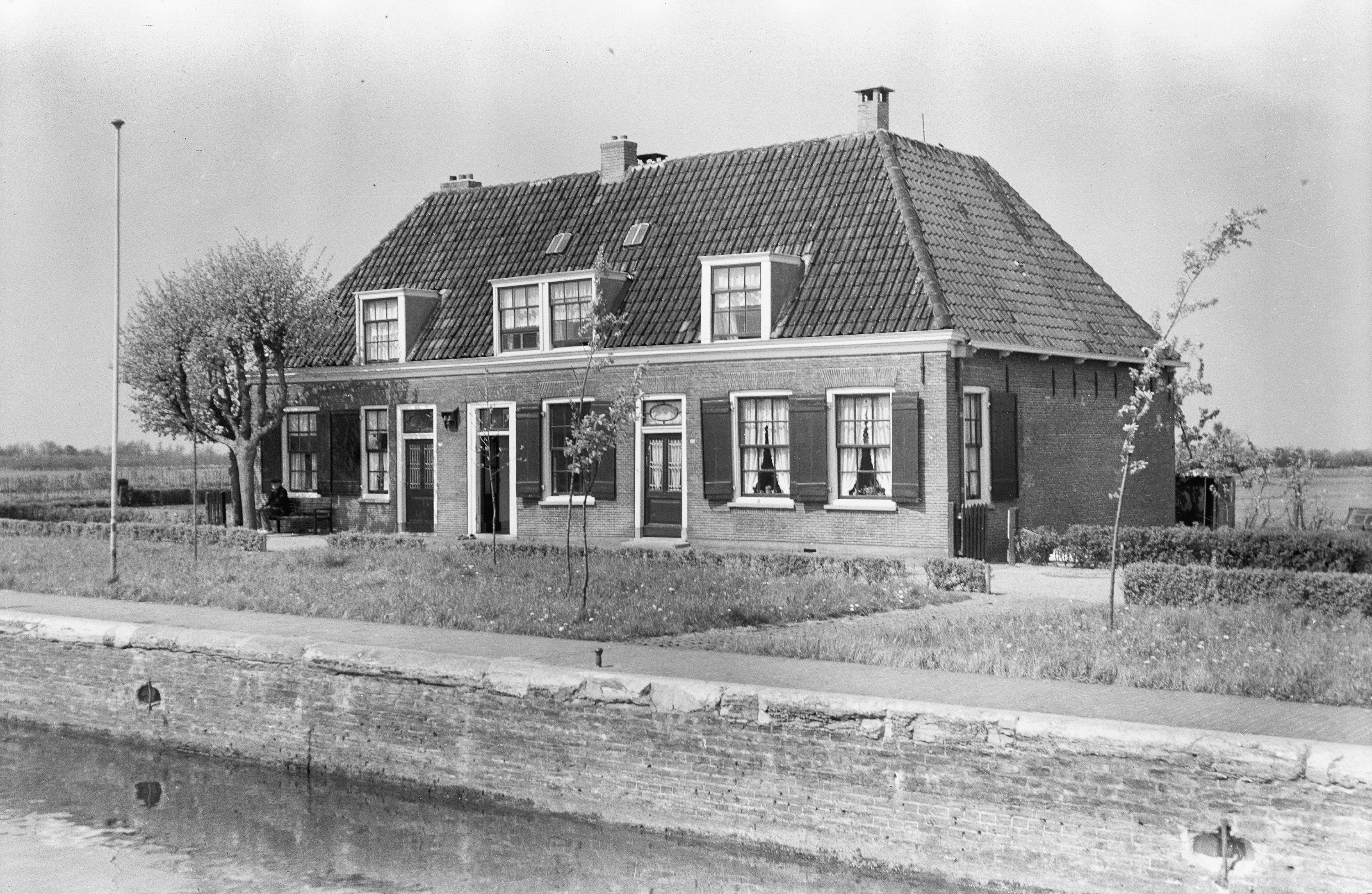
Voorgevel van het tolhuis

De Tolhuissluis is een schutsluis in Nederland op de grens van de provincies Zuid-Holland en Noord-Holland, die het Amstel-Drechtkanaal verbindt met de Drecht en het Aarkanaal. De sluis ligt bij Nieuwveen maar op het grondgebied van de gemeente Uithoorn.
De sluis is in 1823 gebouwd op initiatief van koning Willem I, in het kader van het voor grotere schepen bevaarbaar maken van de Amstel, de Drecht en het Aarkanaal. De sluis verving de sluizen aan de Bilderdam en bij de Kattenbrug en overbrugde het peilverschil tussen de toenmalige Hoogheemraadschappen Rijnland en Amstelland.
Het Tolhuis lag vanouds in Calslagen (Kalslagen). Sinds het verleggen van de provinciegrens en de verdeling van het voormalige ambacht in 1864 behoort het bij Uithoorn.

## Besluit tot aanleg
Koning Willem I (1813-1840) was een groot stimulator van de handel, industrie en het verkeer, zowel per trein, over de weg als over het water. Daartoe werden onder andere de voornaamste havens en de verbinding met de zee verbeterd. Ook het achterland moest via het water beter bereikbaar worden en daarom werd besloten tot de aanleg van een net van kanalen. Onder andere het Noord-Hollands Kanaal, de Zuid-Willemsvaart en het kanaal van Gent naar Terneuzen werden in die tijd aangelegd.
In dit kader paste ook de verbetering van de vaarroute tussen Rotterdam en Amsterdam. Toentertijd lag een kleine sluis bij Bilderdam in de Drecht. De schepen voeren over het Braassemermeer via Leiden naar Rotterdam en omgekeerd naar Amsterdam. Om deze vaart geschikt te maken voor grotere schepen werd bij Koninklijk Besluit van 5 april 1823 bepaald dat de Amstel, Drecht en Aar verbreed en verdiept moesten worden. Daarnaast werd bepaald dat er een kanaal gegraven moest worden vanaf Papenveer via Nieuwveen naar de Drecht. Dat kanaal moest een verbinding worden tussen Rijnland en Amstelland, op de grens van twee Hoogheemraadschappen en de provincies Noord- en Zuid-Holland: het Aarkanaal.

## De sluis

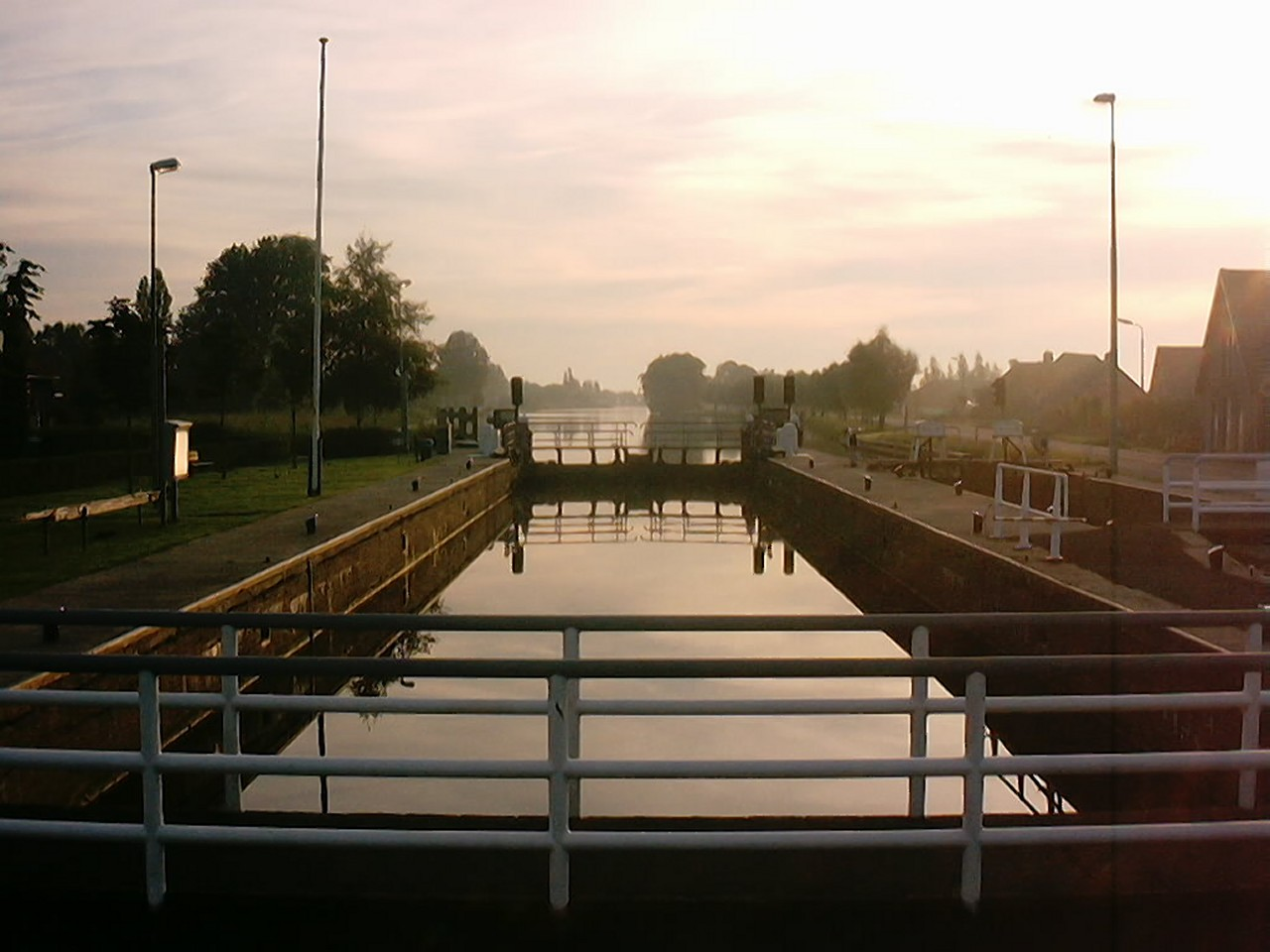
kolk van de Tolhuissluis

Om het verschil in waterpeil tussen Amstel en Rijn, variërend van zo’n 10 tot 30 cm (bij harde wind soms meer), te overbruggen moesten ook nieuwe sluizen aangelegd worden. Deze werkzaamheden werden opgedragen aan het Heemraadschap van den Amstel en Nieuwer Amstel (1520-1907).
De aanbesteding vond plaats op 12 mei 1824 ten huize van Willem Elbers in de herberg 't Kalfje aan de Amsteldijk in Nieuwer-Amstel. De opdracht luidde: het maken eener dubbele schutsluis met wederzijdse kerende deuren in den Amstel in de nabijheid van het Tolhuis, nevens den Drecht.
De eerste steen werd gelegd door de dijkgraaf Jacob de Jong op 18 september 1824. Deze steen is nog te zien en is ingemetseld in de oostelijke zijde van de middenmuur. In het bestek staat de beschrijving van de sluizen, de deuren, het metselwerk en het materiaal, dat gebruikt moest worden.
De afmetingen van de sluizen en de onderdelen zijn bepaald volgens de toen nog geldende ellenmaat overeenkomstig het Koninklijk Besluit van 29 maart 1817. Het geheel werd een gemetselde schutsluis bestaande uit twee kolken, een grote en een kleine, met acht paar eikenhouten deuren.
In het voorjaar van 1825 kwamen de Tolhuis-sluizen gereed. Ze werden al gauw frequent gebruikt door de scheepvaart, zowel voor de vrachtvaart als voor personenvervoer, onder andere door de Leidsche Stoombootmaatschappij 'De Volharding'.
Er kwam bij de sluis ook een kleine winkel annex café. Over de sluiskolk ligt een rolbrug. Het oorspronkelijke houten huisje is gesloopt doch verder is alles nog intact.
De Tolhuissluizen werden beheerd door het Heemraadschap van den Amstel en Nieuwer Amstel totdat dit in 1907 werd opgeheven. Het beheer werd toen overgenomen door de provincie Noord-Holland.
In de loop van ruim 190 jaar zijn er verschillende restauraties uitgevoerd aan de Tolhuissluizen, de belangrijkste in 1892, 1920, 1958 en 2013.
Tijdens de laatste restauratie is het gehele metselwerk aan de Tolhuissluis vernieuwd, de houten schutdeuren en de wanden van de kolken vervangen en het bedieningshuisje aangepast aan de geldende eisen. Men heeft bij deze restauratie geprobeerd de sluis zo veel mogelijk terug te brengen in de oude staat en daarmee de oorspronkelijke uitstraling terug te geven.
De sluis is niet via de marifoon aan te roepen.
| De hoofdafmetingen     | grote sluis | kleine sluis |
| ---------------------- | ----------- | ------------ |
| Doorvaartwijdte        | 8,16 m      | 4,08 m       |
| Schutlengte            | 52 m        | 27,75 m      |
| Bovenkant slagdrempels | 2,98 m –AP  | 2,41 m –AP   |
| Bovenkant muren        | 0,73 m +AP  | 0,73 m +AP   |

## Huis ten Drecht
Het Huis ten Drecht was de voorganger van het huidige Tolhuis. Sinds 1656 was het een belangrijke pleisterplaats van scheepsjagers en hun paarden van de koetsen en de trekschuit in de trekvaart Amsterdam – Gouda. Er werd tol geheven en in het Huis ten Drecht kwamen jaarlijks bestuurders van Gouda en Amsterdam samen om de jaarcijfers te bespreken en het onderhoud van de vaart te regelen. ook 
werden er veilingen en verkopingen gehouden.
Een bijzondere instelling die de Armmeesters van Calslagen geen windeieren gelegd heeft, was de armenbos. De scheepsjagers stortten hierin een percentage van hun jaagloon. Ook van andere activiteiten verdween een deel van de opbrengst in de armenbos. De armen van Calslagen waren vroeger rijk.
Op de plek van het Huis ten Drecht staan nu 2 witte woningen. In één daarvan is een timpaan van het verdwenen huis ingemetseld. In 1824 werd de Drecht gekanaliseerd en zijn de sluizen gebouwd. Ook verrees toen het nieuwe Tolhuis.
Een der eerste veilingen die aan het Tolhuis gehouden werden betrof de verkoop van de afbraak van de kerk van Calslagen (Kalslagen) in 1829. Kerkelijk kwam Calslagen toen bij Leimuiden, aanvankelijk zonder het kapitaal van de armenbos, maar later kwamen deze gelden toch bij Leimuiden terecht.